# マンゴー・キス
『マンゴー・キス』（英: Mango Kiss）は、2004年製作のアメリカ合衆国の映画。
日本では2005年7月18日に第14回東京国際レズビアン&ゲイ映画祭にて上映された。

## キャスト
- サス：ダニエレ・フェラーロ
- ルウ：ミシェル・ウルフ
- エミリア：サリー・カークランド